# Бадачу

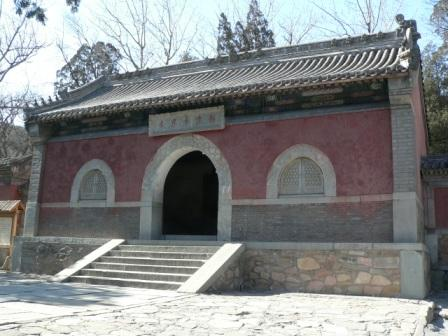
Одна з будов Бадачу

Бадачу (кит.: 八大处, bādàchǔ — Вісім великих місць) — паркова зона в китайській столиці Пекін, де розташовується комплекс діючих буддистських монастирів та храмів. Надано категорію АААА серед туристичних пам'яток.

## Географія
Розташовано в Сішань (Західних горах 西山), на околиці пекінського мегаполіса, розкинувся на трьох пагорбах: Цуйвей (翠微山), Пінпо (平坡山) і Луші (卢师山).

## Історія
Початок забудови цього місця розпочалося за часів династії Суй. Відбувалося зведення храмів та монастирів в часи династій Тан, Юань, Мін. Значна перебудова відбулася за перших імператорів династії Цін.
У 1900 будови парку Бадачу суттєво постраждали під час повстання іхетуаней, а потім в ході його придушення військами Альянсу восьми держав. Відновлення храмів почалося лише у 1949, після завершення громадянської війни в Китаї. Тоді бадачу перетворено на парк. У 1957 внесено до переліку культурних надбань.
У 1980 в храмах і монастирях Бадачу відновлено буддистську діяльність. Останні передано Асоціації буддистів Китаю.
У 1986 за рішенням муніципального уряду Пекіна створено самостійну адміністрацію, на яку покладено керування Бадачу.
У 2010 до монастиря Дабейси заселилася Пекінська буддистська асоціація.

## Опис

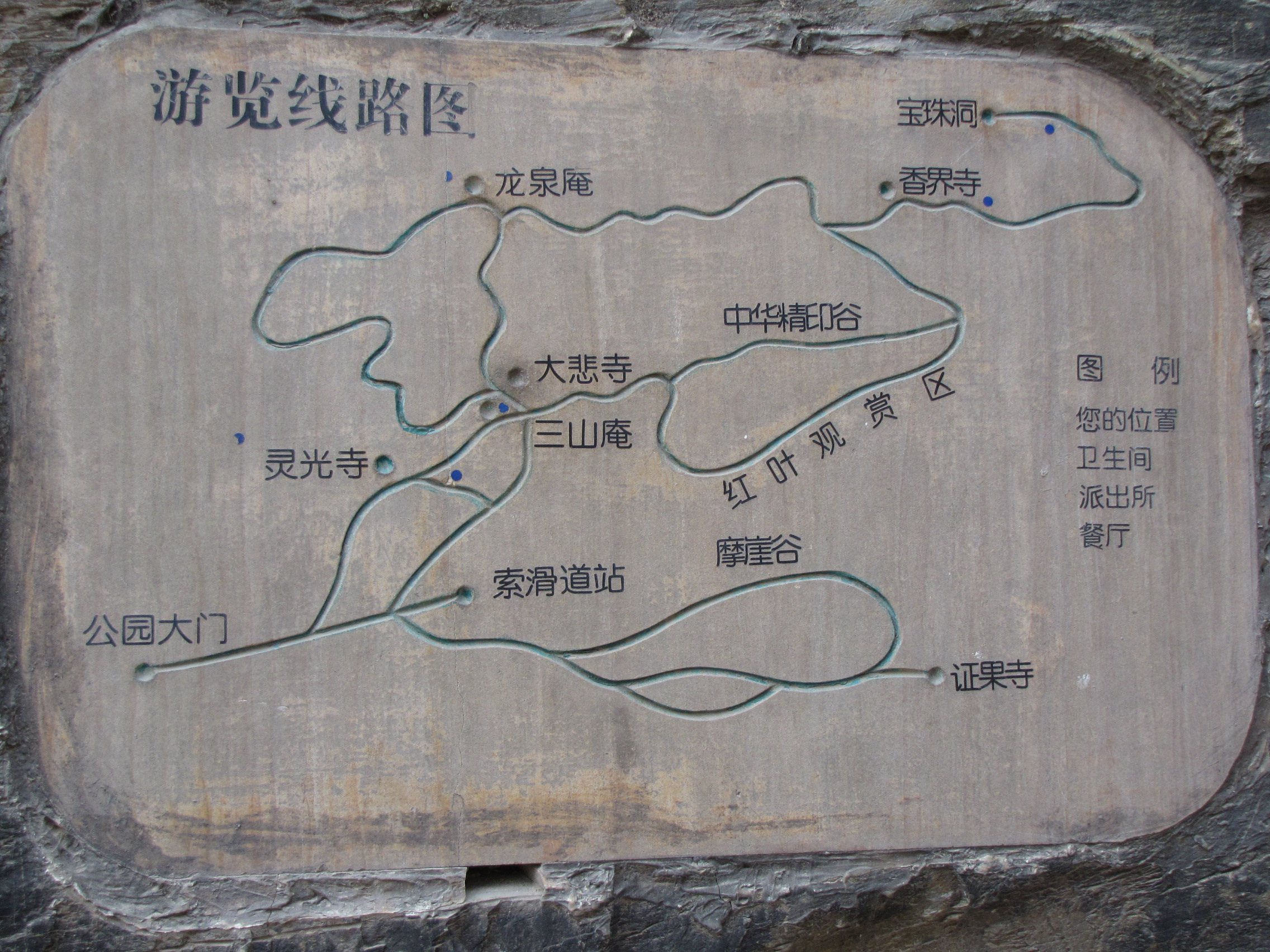
Мапа Бадачу

Площа парку становить 332 га. На території зведено 8 монастирів та храмів, натепер нараховується 20 природних місць, які відомі своїми пейзажами. В межах бадачу височать дерева, вік яких перевищує 600 років. Тут добре в будь-який час року, але особливо — навесні, коли все цвіте, і восени, коли схили пагорбів забарвлені в кольори золота і міді. Крім того, різні виставки, свята і урочисті заходи змінюють одна одну.

### Перелік монастирів та храмів
- Чан'аньси (长安 寺 «Вічний мир») — монастир 1504 побудови, перебудований в 1671. Знаходиться поза територією парку.
- Лінгуанси (灵光寺 «Божественне або Духовне світло») — монастир, що було засновано між 766 і 779 і спочатку називався Лунцюаньань (храмом Джерела Дракона 龙泉庵). У 1162 став називатися храмом Цзяошаньси (Гори Пробудження 觉山寺). У 1428 відремонтовано, в 1478 отримав теперішню назву. Майже повністю було зруйновано в 1900, відновлено в 1950-1960-і.
- Саньшаньмяо (三山庵 «Три гори») — жіночий монастир. Отримав назву за трьома горами — Цуйвей, Пінпо і Луші. Ймовірно засновано у 1151, при імператорі Цяньлуні було капітально відремонтовано.
- Дабейси (大悲寺 «Велике Співчуття») — монастир, що розташовано на схилі гори Пінпо. Було засновано в епоху правління династії Юань. У 1712 отримав свою нинішню назву. У 1975 проведено капітальний ремонт.
- Лунцюаньмяо (龙泉庵 «Джерело дракона») — жіночий монастир, що розташовано на захід від монастиря Дабейси. Засновано у 1672 році.
- Сянцзеси (香界寺 «Світ пахощів») — монастир, найбільший в Бадачу храмовий комплекс. Точна дата заснування монастиря невідома. За однією з версій, було заснований в епоху Тан або Юань. Декілька разів перебудовувався: в 1425, в 1678 і 1748.
- Печера Баочжу (宝珠洞 «Коштовна перлина») — храмовий комплекс, що було засновано у 1780. Позаду храму Гуаньінь знаходиться печера. Це — найвища точка Бадачу, звідки відкриваються красиві панорами гір і Пекіна внизу.
- Чженгоси (正果寺 «Правильний плід») — монастир, що розташовано на вершині пагорба Луші. Монастир тут з'явився за часів династії Суй, між 1457—1464 отримав свою нинішню назву.

## Проїзд
- станція метро Пінгоюань (苹果园, 1-я лінія), далі на автобусі 972 або таксі.
- автобуси: 347, 389, 598, 958, 972

## Робота
- 16 квітня — 31 серпня: 06:00—20:00 год.
- 1 вересня — 15 листопада: 06:00—19:30 год.
- 16 листопада — 15 квітня: 06:00—19:00 год.